# Стріляння порід
Стріляння порід (рос. стреляние пород, англ. rock bump, rock burst, scaling; нім. Gebirgsschüsse m pl, Abplatzen n der Gesteinsstücke aus dem Stoss, Spannungsschläge m pl) — крихке руйнування і відскакування шматків породи (вугілля) з поверхні оголень в результаті різкої зміни напруженого стану масиву в процесі проведення виробки. Супроводжується різким звуком, подібним пострілу. 
У механізмі утворення стріляння порід бере участь енергія пружного стиснення порід в зонах концентрацій гравітаційних і тектонічних напружень навколо розкривних, підготовчих і очисних виробок. Проявляється в породах різноманітних за складом і генезисом і на різній глибині. У породах осадового типу стріляння порід спостерігається звичайно при глибині понад 200 м; у вивержених і метаморфічних — на різних глибинах, навіть у безпосередній близькості від поверхні, незважаючи на високу міцність порід, що пов'язано з особливостями формування їх природно-напруженого стану. У результаті систематичного стріляння порід і поступового відшарування (злущення) порід фактична площа поперечного перетину виробок згодом збільшується у декілька разів в порівнянні з проектною. Фактори, що визначають розвиток явища — напружений стан масиву гірських порід, високі міцнісні і пружні властивості вугілля і бічних порід, висока концентрація напружень на краю вибою. Прояв стріляння порід служить важливою діагностичною ознакою гірничих ударів.